# Olivier Fontenette
Olivier Fontenette (Versailles, 13 september 1982) is een Franse voetbalspeler die sinds september 2008 uitkomt voor KV Kortrijk in de Jupiler Pro League. Hij speelt op de positie van rechterverdediger. Eerder kwam hij al uit voor Paris Saint-Germain, FC Gueugnon, AS Cherbourg, KSK Beveren en Stade de Reims.
Fontenette speelde vroeger in de nationale elftallen van Frankrijk voor 16- en 17-jarigen. Van 1999 tot 2002 zat hij in de B-kern van Paris Saint-Germain, waarna hij één seizoen in de Ligue 2 uitkwam voor FC Gueugnon. Vervolgens speelde hij twee seizoen voor AS Cherbourg in de Championnat National. In 2005 ruilde hij het Franse voetbal in voor de Belgische eerste klasse waar hij één seizoen speelde bij KSK Beveren. Daarna maakte hij opnieuw zijn afwachting in Frankrijk bij Stade de Reims. Nadat zijn contract daar ten einde liep, tekende hij in september 2008 bij de Belgische neo-eersteklasser KV Kortrijk.